# Anna Aehling
Anna Aehling (Coesfeld, 23 maart 2001) is een voetbalspeelster uit Duitsland. Ze speelt als verdediger voor 1. FC Union Berlin in de Bundesliga.

## Clubcarrière
Aehling begon met voetballen in haar geboortestad Coesfeld bij DJK 06 Coesfeld en kwam ook uit voor SG 06 Coesfeld. Vanaf het seizoen 2017/18 kwam ze uit voor FSV Gütersloh 2009 in de tweede Bundesliga. In een 3-0 overwinning op het tweede elftal van TSG 1899 Hoffenheim maakte Aehling haar eerste doelpunt op het tweede Duitse voetbalniveau. In het seizoen 2019/20 wist ze met haar club de kwartfinale van de DFB Pokal te behalen, waarin de uiteindelijke bekerwinnaar VfL Wolfsburg te sterk was.
In 2021 studeerde Aehling aan de Indiana University Bloomington en voetbalde ze voor een universiteitsteam. Na een jaar in de Verenigde Staten keerde ze terug naar Duitsland waar ze voor Eintracht Frankfurt ging spelen.  Op 5 maart 2022 maakte Aehling haar debuut in de Bundesliga door in de 61ste minuut in te vallen voor Verena Hanshaw in een wedstrijd tegen TSG 1899 Hoffenheim. In diezelfde wedstrijd maakte ze haar eerste Bundesliga doelpunt door uit een vrije trap van Barbara Dunst raak te koppen en daarmee de eindstand op 3-2 te bepalen. Door in haar debuutseizoen met de club op de derde plaats te eindigen, mocht het deelnemen aan de kwalificatiereeks voor de Champions League 2022/23. Hier was Ajax in de laatste kwalificatieronde te sterk.
Op 2 mei 2025 werd bekend dat het aflopende contract van Aehling niet zal worden verlengd en ze Eintracht Frankfurt na het seizoen 2024/25 achter zich laat.
Voorafgaand aan het seizoen 2025/25 maakte Aehling de overstap naar het naar de Bundesliga gepromoveerde 1. FC Union Berlin.

## Statistieken
| Seizoen | Club                   | Land      | Competitie        | Wedstrijden | Doelpunten |
| ------- | ---------------------- | --------- | ----------------- | ----------- | ---------- |
| 2017/18 | FSV Gütersloh 2009     | Duitsland | Tweede Bundesliga | 9           | 0          |
| 2018/19 | FSV Gütersloh 2009     | Duitsland | Tweede Bundesliga | 23          | 1          |
| 2019/20 | FSV Gütersloh 2009     | Duitsland | Tweede Bundesliga | 14          | 0          |
| 2020/21 | FSV Gütersloh 2009     | Duitsland | Tweede Bundesliga | 3           | 0          |
| 2022/23 | Eintracht Frankfurt II | Duitsland | Tweede Bundesliga | 4           | 0          |
| 2023/24 | Eintracht Frankfurt II | Duitsland | Tweede Bundesliga | 4           | 0          |
| 2021/22 | Eintracht Frankfurt    | Duitsland | Bundesliga        | 1           | 1          |
| 2022/23 | Eintracht Frankfurt    | Duitsland | Bundesliga        | 11          | 0          |
| 2023/24 | Eintracht Frankfurt    | Duitsland | Bundesliga        | 6           | 0          |
| 2024/25 | Eintracht Frankfurt    | Duitsland | Bundesliga        | 18          | 4          |
| 2025/26 | 1. FC Union Berlin     | Duitsland | Bundesliga        | 0           | 0          |
| Totaal  | Totaal                 | Totaal    | Totaal            | 84          | 3          |

Bijgewerkt t/m 16 juni 2025.

## Interlandcarrière
Aehling kwam als jeugdinternational uit voor Duitsland -15, Duitsland -17, Duitsland -19 en Duitsland -23. Met Duitsland -19 kwam ze uit op het EK -19 in Schotland in 2019.